# Wolfram Boucsein
Wolfram Boucsein (* 1. Januar 1944 in Friedberg (Hessen); † 2. Januar 2012) war ein deutscher Psychologe und Hochschullehrer.

## Leistungen
In der psychophysiologischen Forschung als Hochschullehrer an der Bergischen Universität Wuppertal beschäftigte sich Boucsein mit der Erforschung der Elektrodermalen Aktivität und mit psychophysiologischer Erfassungsmethoden. Er leitete das Referenzlabor für diese psychophysiologische Variable. 2009 wurde er emeritiert und machte sich mit der Neuromarketing-Firma „Psyrecon“ selbständig. Die Mitarbeiter testen, wie sich Produkte auf Kunden auswirken. Ziel ist, bislang unsichtbare und nicht nachvollziehbare Zustände und Prozesse, welche die Entscheidung eines potenziellen Käufers für oder gegen ein Produkt steuern, zu erforschen.
Boucsein war Vorstandsvorsitzender des Instituts für Soziale Gerontologie und Altersmedizin.

## Werke
- 1971: Experimentelle Untersuchungen zum Problem interindividueller Reaktionsdifferenzen auf Psychopharmaka
- 1984: Systemresponsezeiten als Belastungsfaktor bei Bildschirm-Dialogtätigkeiten
- 1985: Vergleich von Zustandsskalierung und Veränderungsskalierung bei der Beurteilung subjektiver Stresswirkungen in psychophysiologischen Experimenten
- 1988: Elektrodermale Aktivität
- 1989: Effekte von Wartezeiten innerhalb einfacher Aufgaben
- 2008: Qualitätssicherung in der stationären Altenpflege unter besonderer Berücksichtigung demenziell veränderter Bewohner